# نيلسون إس. سميث
نيلسون إس. سميث هو سياسي كندي، ولد في 19 أبريل 1888 في كندا، وتوفي في 15 مارس 1941 في كندا. حزبياً، نشط في إتحاد مزارعي ألبرتا ‏. وقد انتخب عضو الجمعية التشريعية ألبرتا.